# Eduardo Aranda
Eduardo Aranda (sinh ngày 28 tháng 1 năm 1985) là một cầu thủ bóng đá người Paraguay.

## Đội tuyển bóng đá quốc gia Paraguay
Eduardo Aranda thi đấu cho đội tuyển bóng đá quốc gia Paraguay từ năm 2012.

## Thống kê sự nghiệp
| Đội tuyển bóng đá Paraguay | Đội tuyển bóng đá Paraguay | Đội tuyển bóng đá Paraguay |
| Năm                        | Trận                       | Bàn                        |
| -------------------------- | -------------------------- | -------------------------- |
| 2012                       | 1                          | 0                          |
| 2013                       | 0                          | 0                          |
| 2014                       | 0                          | 0                          |
| 2015                       | 4                          | 0                          |
| Tổng cộng                  | 5                          | 0                          |